# Giovan Francesco Buonamico
Giovan Francesco Buonamico (Malta, 1639 – Malta, 1680) è stato uno scrittore, poeta, medico e naturalista maltese.

## Biografia

### Giovinezza
Nato e cresciuto nell'isola di Malta, fu autore della seconda opera conosciuta della letteratura maltese, Mejju ġie bil-ward u ż-żahar (Giunse maggio coi suoi germogli e i suoi fiori), poesia in 16 versi di ispirazione barocca e bucolica a un tempo.
Si laureò in medicina ma, come era d'uso per gli intellettuali, possedeva una cultura completa che spaziava dall'ambito letterario a quello scientifico-tecnico. Dotato di una padronanza perfetta del latino, licenziò in questa lingua la maggior parte della produzione poetica, ma scrisse in italiano le memorie del lungo viaggio compiuto nell'Europa centro-settentrionale: le Memorie de viaggi di Giovan Francesco Buonamico nella Francia, Germania, Olanda, Fiandra, Lorena, Svizzera, Italia, Sicilia, spiaggie e varie isole della Grecia. Dall'Anno 1657 sin' al'1666 ci sono giunte incomplete, dal momento che il resoconto si interrompe al 22 settembre 1663. Inedite, sono state tramandate da 142 fogli manoscritti conservati nella Biblioteca Nazionale di Malta, a La Valletta (Libr. 1191). La parte conservata riguarda il tragitto compiuto sino in terra di Fiandra.

### Il viaggio nell'Europa centro-settentrionale
Partito da Malta il 28 agosto 1657, sbarcò a Tolone un mese più tardi, dopodiché raggiunse a cavallo Aix-en-Provence, località in cui sostò per quasi un anno, ripartendo il 14 agosto 1658. È forse ad Aix che Buonamico scrisse il Trattato della Cioccolata, tramandatoci anch'esso manoscritto dopo essere rimasto per tre secoli introvabile. Viaggiò quindi attraverso la Francia, toccando innumerevoli località, fra cui Nevers e Orléans, per raggiungere Parigi il 16 ottobre e soggiornarvi più di un anno e mezzo.
Ripartito il 20 maggio 1660, si fermò a Sedan «alcuni giorni per aspettar occasione d'altri passageri, per traversar con sicurezza la gran foresta d'Ardena». Buonamico era cosciente della pericolosità della zona, e vi si sofferma puntualmente. Sin d'ora abbiamo tutti gli elementi caratterizzanti del Buonamico intellettuale; una grande curiosità enciclopedica lo spinge a visitare ogni sito degno d'interesse in ciascuno dei luoghi che tocca, formulando di volta in volta il proprio giudizio. Si informa presso la popolazione indigena per avere quanti più ragguagli possibili in merito a tutto ciò che vede.
Giunto a Bouillon, «donde partì per l'impresa della terra Santa l'anno 1096 quel famoso e prode Goffredo Duca di Buglione», si mostrò piuttosto deluso dal borgo, anche se non mancò di apprezzare il castello e interessarsi alla sua storia. Inoltre, rimase estasiato in virtù di una scoperta per lui sensazionale: quella della birra.
L'itinerario proseguì attraverso la foresta delle Ardenne, ritenuta la più vasta dell'antica Gallia. Qui Buonamico ebbe la possibilità di appagare le proprie curiosità di natura botanica: «Sono gli alberi di varie speci, d'altezza eccelsa ma, per l'antichità tutti ricoperti di mosco e d'edera».

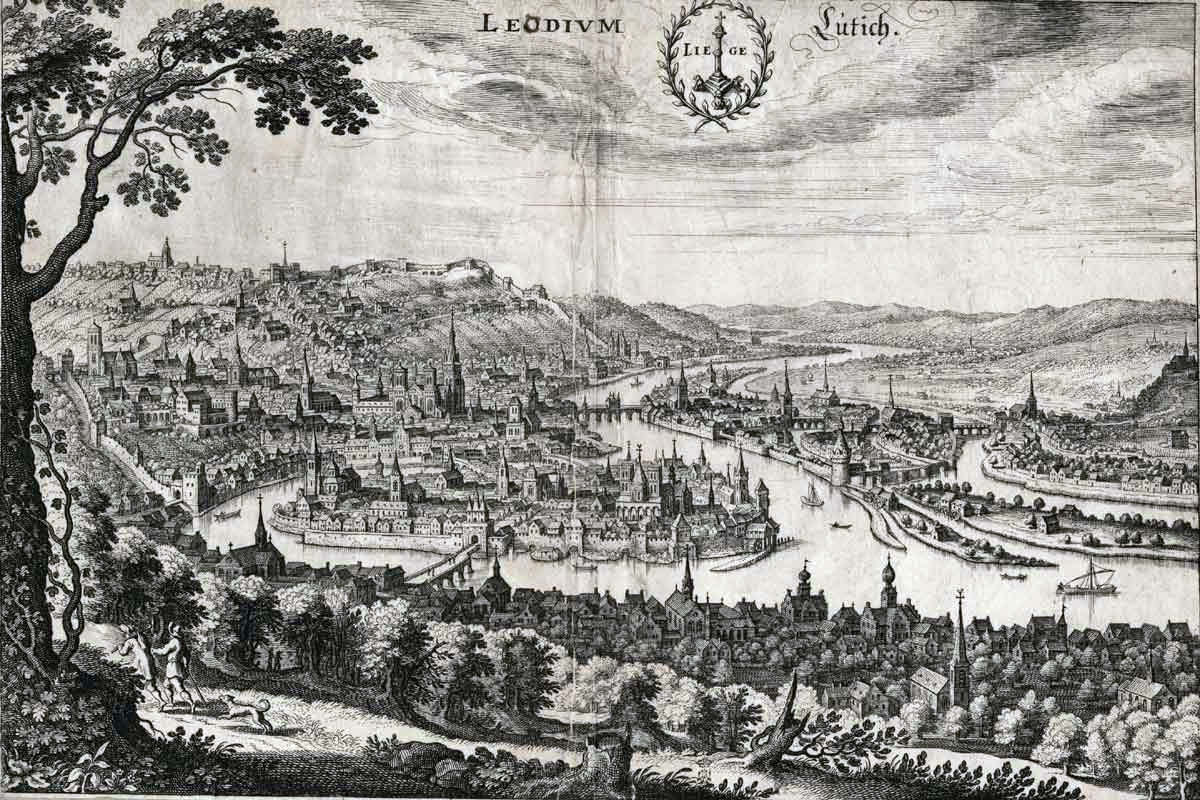
Una mappa di Liegi (ca 1650)

È d'ora in avanti, tuttavia, che l'entusiasmo si fa più vivo. Ecco la splendida Liegi, «nobilissima città». Lo impressionano la grande quantità di chierici che vede camminare per strada e rimane incantato di fronte alla cattedrale di san Lamberto. D'altra parte, Liegi veniva allora definita seconda Roma e Paradisus Sacerdotum; vi erano trentadue parrocchie, quattro abbazie, una certosa e numerosi monasteri e conventi.
Il nostro viaggiatore fa ora sfoggio di una nuova passione, quella per l'etimologia delle parole. Liegi deriverebbe da legio (legione), e nella fattispecie farebbe riferimento a quella di Lucio Aurunculeio Cotta e Quinto Titurio Sabino, legati di Cesare «da paesani fraudolentemente uccisi» durante la rivolta degli Eburoni nel 54 a.C.. Altro interesse che lo stimola è quello per la parlata degli abitanti del luogo; la popolazione di Liegi è secondo Buonamico di origine francese, ma corrotta a tal punto dal fiammingo e dagli idiomi germanici da essere resa incomprensibile agli stessi francesi.
Anche la comunicazione con gli autoctoni è molto amata dall'erudito maltese, e dei liegini apprezza la giovialità e la freschezza, non nascondendo tuttavia la loro aggressività causata dall'elevato consumo di alcool.
L'indole del filologo lo prese anche a Bruges, facendo correttamente risalire il nome della città alla parola fiamminga Brughen, che significa ponte. A Bruges trovò una città in decadenza, non più fulcro della regione, e ne attribuì la ragione alla superbia dei locali. Riconosce comunque nelle Memorie la grande bellezza di Bruges, con la sua doppia cerchia di mura e l'imponente cattedrale di san Donato, che gli consente una sempre gradita divagazione storica visitando le sepolture di uomini illustri quali Carlo il Temerario e la figlia Maria, madre a sua volta di Filippo I, padre del tanto amato Carlo V.
Dopo aver visitato Gand, dove nacque Carlo V e la cui fondazione Buonamico fa risalire a Giulio Cesare, proseguì verso Bruxelles, per cui spese altre parole di lode, affascinato in particolare dal Palazzo Reale e dal suo parco, che con la rigogliosa natura e gli ameni laghetti non poteva non far presa sul suo animo. Come di consueto, Buonamico riserva interesse e stupore anche per le bellezze dell'arte, accennando al Palazzo del Magistrato e ai dipinti di Rubens in esso contenuti.
Le divagazioni sui personaggi illustri non possono mancare neanche qui, dato che glorie cittadine furono uomini appartenenti a branche care al viaggiatore: la teologia, cui a Bruxelles diede un grande contributo Thomas de Cantimpré, e l'anatomia, fondata secondo la tradizione da Andrea Vesalio.

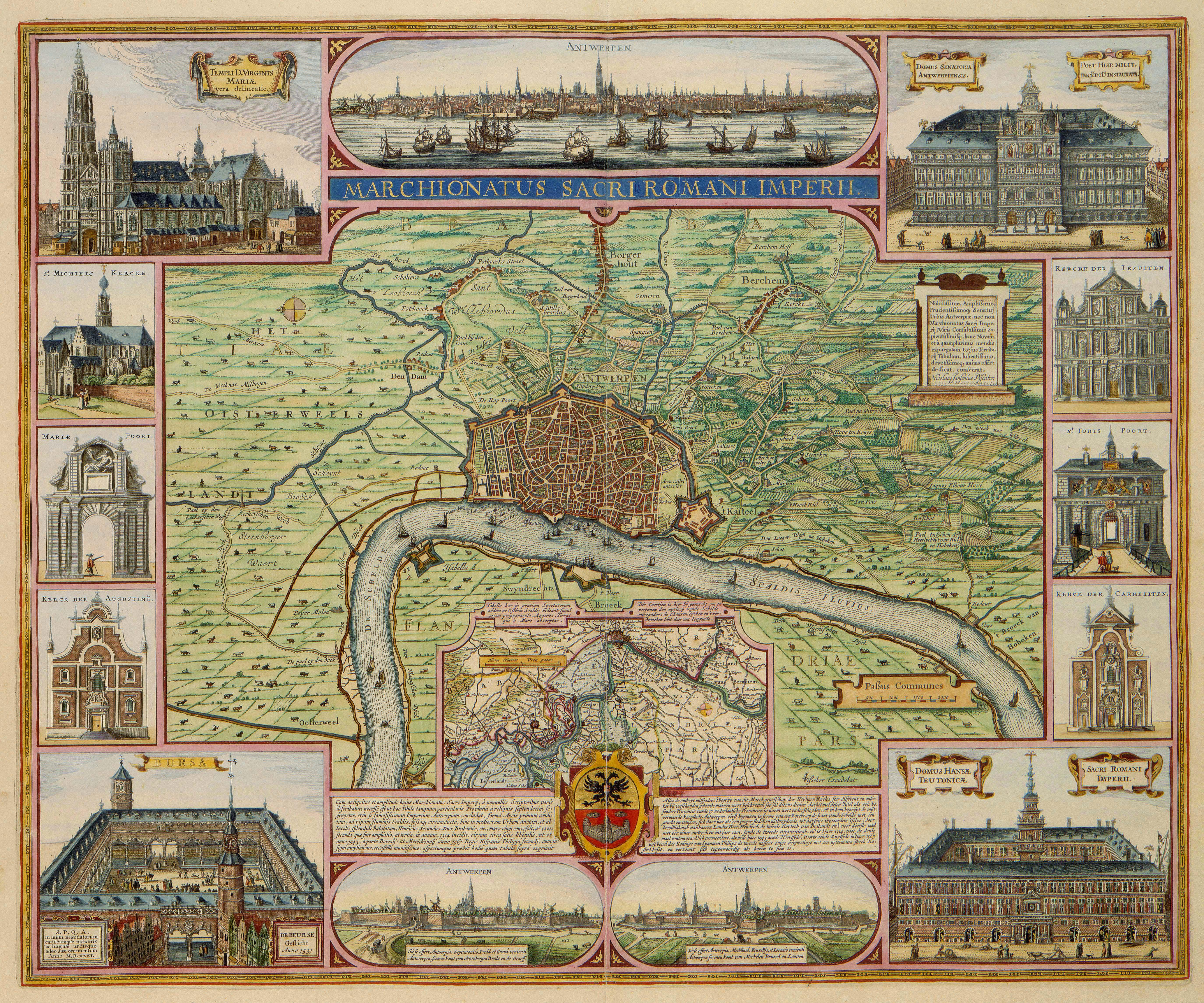
Una mappa di Anversa di Claes Jansz Visscher (1624)

Alcuni studiosi ritengono che Buonamico abbia a questo punto perfezionato gli studi per due anni nella più nota università della zona, quella di Lovanio. I pochissimi riferimenti che nelle Memorie vengono riservati all'illustre centro di ricerca creano tuttavia non pochi dubbi sulla veridicità dell'ipotesi, considerando la facondia con cui il viaggiatore descriveva ogni dettaglio delle proprie peregrinazioni.
La città che lo meravigliò maggiormente fu però Anversa: «nessuna [città] le può togliere il pregio della più vaga, e virtuosa gemma di quelle provincie, anzi direi forse, di tutta l'Europa, per quanto almeno ho io visto, e letto». Arrivò a sostenere che solo Firenze e Palermo potevano competere in bellezza, ma che Anversa era comunque superiore nel complesso, dato che vantava lo splendore delle città italiane, la ricchezza di quelle francesi e l'organizzazione di quelle tedesche. In definitiva, «ciascuna Nazione può ammirarvi ciò, che maggiormente esalta nella sua Patria, e che maggiormente ammira nell'altrui Provincie»
Il resto del manoscritto non è giunto fino a noi, ma note sono, scorrendo il titolo, le tappe successive del quasi decennale viaggio di questo intellettuale amante del bello al punto tale da andarlo a cercare in tutti i campi del sapere umano.
Ritornato in patria, fu impiegato nel 1666 come «Medico Generale delle Galere». Continuò a coltivare i propri interessi botanici tanto da stilare una prima lista delle piante isolane nel testo De Plantis quae in Melita et Gaulo observantur (1670). Morì nel 1680.
In vita Buonamico fu autore anche di altre opere edite e inedite. Tra le prime si può ricordare il Trattato circa l'origine delle Glossopetre, Conchiglie ed altre Pietre figurate, che si cavano nelle rocche dell'Isola di Malta, pubblicato postumo nel 1770 all'interno di un'antologia di scritti di autori siciliani.